# Aphelinus pax
Aphelinus pax är en stekelart som beskrevs av Girault 1913. Aphelinus pax ingår i släktet Aphelinus och familjen växtlussteklar. Inga underarter finns listade i Catalogue of Life.